# Santa Cruz de la Zarza
Santa Cruz de la Zarza – gmina w Hiszpanii, w prowincji Toledo, w Kastylii-La Mancha, o powierzchni 264,54 km². W 2011 roku gmina liczyła 783 mieszkańców. Położona na płaskowyżu Stół Okani (Mesa de Ocańa), w regionie Kastylia-La Mancha w pobliżu rzeki Tag.

## Zabytki
- Kościół Świętego Jakuba
- Kościół parafialny Świętego Michała Archanioła
- Ruiny Klasztoru Świętej Trójcy i kilka zabytkowych Kaplic